# (22570) Harleyzhang
(22570) Harleyzhang (1998 HN38) – planetoida z pasa głównego asteroid okrążająca Słońce w ciągu 3,3 lat w średniej odległości 2,21 j.a. Odkryta 20 kwietnia 1998 roku.